# Csajklán
A Csajklán (Board Girls) a South Park című rajzfilmsorozat 304. része (a 23. évad 7. epizódja). Elsőként 2019. november 13-án sugározták az Amerika Egyesült Államokban a Comedy Centralon, míg hazánkban ugyancsak a Comedy Central mutatta be 2020. január 30-án.
Az epizód annak a kérdését járja körül, hogy a transznemű sportolók szereplésével kapcsolódó aggályokat hogyan lehet a politikai korrektség ellenében felvetni.

## Cselekmény
Az évad eddigi részeihez hasonlóan ezúttal is mások a nyitó képsorok: a PC babák szerepelnek benne, PC igazgató és Erős Nő politikailag hiperkorrekt újszülött gyermekei, úgy, mintha ez az ő sorozatuk egy újabb epizódja lenne.
Az iskolában Erős Nő PC igazgató segítségével készül az "Erős Nő Versenyre", ahol ő a címvédő bajnok. Arra bátorítja a lányokat (és a lány-identitásúakat), hogy inspirálódjanak, és lépjenek be az iskolai klubokba. Cartman, Butters, Stan, Clyde és Scott Malkinson épp Dungeons & Dragons játékot játszanak a Kockaklán iskolai klubjukban, amikor Mr. Mackey beviszi hozzájuk Tammy Nelsont és Nichole Danielst, akik szintén csatlakozni szeretnének. A fiúk megpróbálják lekoptatni őket azzal, hogy úgysem értenek ehhez, de a lányok felkészültebbek, mint elsőre látszik. Cartman, Scott és Butters panaszra mennek Mr. Mackey-hez, de ő elküldi őket, mert szerinte csak az a bajuk, hogy a lányok okosabbak náluk és mindenben megveri őket. Ezért taktikát váltanak: nehezebb társasjátékokat választanak, hogy az túl nehéz legyen a lányoknak. csakhogy ők (és harmadik társuk, Kelly) simán be tudnak szállni. Ez egyre inkább imponál Stannek is, Cartman bosszúságára. Ezért ő, Butters és Scott elmennek az Egyesült Államok Kongresszusa elé, és azt kérik, hogy tiltsák be, hogy lányok csatlakozhassanak fiúk klubjaihoz. Sikerrel járnak, ám ekkor a lányok létrehozzák a saját, Csajklán nevű játékklubjukat, amely rendkívül népszerű lesz. A fiúknak is nagyon tetszik, de Mr. Mackey kidobja őket, éppen az általuk elért szabálymódosítás miatt.
Eközben az Erős Nő Versenyen kiderül, hogy indul egy transznemű sportoló is, Heather Swanson, aki csak mindössze két hete érzi magát transzneműnek, viszont rendkívül izmos, szakállas, és egyértelműen maszkulin jegyeket mutat ("Macho Man" Randy Savage paródiája). Swanson könnyűszerrel megnyeri az egész versenyt, majd nagyokat henceg a győzelmével, miközben Erős Nő csak második helyet tud elérni. Később Swanson meglátogatja Erős Nőt, hogy közölje, ne vegye túl a szívére, hogy legyőzte őt. Mikor PC igazgató el akarja őt küldeni azzal, hogy bár támogatja a transzneműeket, de őt nem tartja sportszerűnek, Swanson transzfóbnak nevezi őt. PC igazgató azt mondja, hogy úgy érzi, "valami nem stimmel ezzel a nővel". Később Swanson megjelenik egy tévéműsorban egy rakás díjjal, amiket nemrég nyert az összes nőknek szóló sportversenyen, majd nyilvánosan kihívja Erős Nőt, közölve, hogy bármikor, bármilyen sportágban le tudja győzni. Erős Nő elmondja PC igazgatónak, hogy Heather Swanson korábban Blade Jaggart névre hallgatott, és együtt jártak. Miután Erős Nő a viselkedése miatt kidobta őt, megígérte, hogy ezért visszavág majd - Blade Jaggart ugyanis nőgyűlölő, aki nem tudja elviselni, ha egy nő legyőzi őt. PC igazgató őszintén megdöbben azon, hogy léteznek ilyen emberek. Amikor Swanson legközelebb tévéinterjút ad, félbeszakítja őt, és próbálja politikailag korrekt módon elmagyarázni, hogy itt valami nem stimmel. Majd összevesznek, PC igazgató taszít egyet Swansonon, aki színpadias módon rázuhan egy asztalra. Emiatt a sajtóban transzfóbként kezdik el kezelni őt, és nem mer hazamenni, mert nem mer a gyerekei szemébe nézni - nem tudja, látják-e a különbséget a transzfóbia és egy bunkó ember helyretétele között. Csak egyetlen dolgot tehet: meghívja Swansont az iskolába motivációs előadóként, hogy megbékítse. Miközben Swanson elkezd azzal hencegni, hogy őt semmilyen nő nem győzheti le, a társasjáték-klubban játszó lányok közlik vele, hogy ők az ő játékaikban bármikor legyőzik. Kiáll ellenük, és a lányok több játékban is elverik őt. Swanson dühöngeni kezd és közli, hogy a lányok igazságtalan előnyben voltak hozzá képest, mert ő férfiként nőtt fel - ezután csatlakozik Cartman saját klubjához. Az epizód végén az is kiderül, hogy a PC babákat egyáltalán nem zavarja a helyzet, mert tudtak különbséget tenni.
A stáblista alatt a dallamra énekelgeti Randy Marsh, hogy "Böcsület Farm".

## Kulturális utalások, kontextus
- Az epizód vetítése idejében egyre többször vetett fel kérdéseket a transznemű női sportolók indulása a nőknek szervezett versenyeken. Sokan támogatták, hogy azok, akik a születési nemüktől eltérőnek érzik magukat, indulhassanak a többiekkel egy ligában, az ellenzők azonban rávilágítottak arra is, hogy pusztán biológiai okokból az ilyen sportolók előnyben vannak a nőkkel szemben (többek között a nagyobb izomtömeg és csontsűrűség miatt). Ezt tárgyalja ki az epizód, valamint azt, hogy erről a kérdésről akár csak beszélni is a transzfóbia vagy a politikai inkorrektség vádját vonja maga után. Ez látszik PC igazgató megnyilatkozásain is, aki kínosan próbálja ezt kerülni. Ebből a részből derül ki az is, hogy PC igazgató keresztneve Peter Charles - amikor a telefonján olvassa a róla szóló hírt, akkor látható.
- Trey Parker és Matt Stone nagy társasjáték-rajongók, már korábbi részekben is láthatóak voltak különféle játékok, amelyek ezúttal nagyobb szerepet kaptak.
- A PC babák a Disney+ streamingszolgáltatón nézik a Mulan című rajzfilmet, amelyen sírnak, mert mint Erős Nő rávilágít, habár a főszereplő más nemi identitásúnak adja ki magát benne, a történet mégsem foglalkozik a valódi transz-problémákkal. A Disney+ egy nappal az epizód adásba kerülése előtt indult. A gyerekeknek mindazonáltal nagyon tetszik a másik műsor, amire átkapcsol Erős Nő: Anderson Coopernek, a nyíltan meleg CNN-műsorvezetőnek a magazinműsora.
- Heather Swanson a korábbi profi pankrátornak, a 2011-ben elhunyt Randy Savage-nek a paródiája.
- Hasonlóképpen ahhoz, ahogy a lányokat fel kellett venni a fiúk klubjába, majd később a fiúkat kitiltani a lányokéból, a cserkészeknél is történt az epizód vetítése idején változás. Míg a fiúk cserkészszövetségébe lányokat, valamint olyan transzneműeket is fel lehet venni, akik fiúknak vallják magukat (ezáltal gendersemlegessé vált a szövetség), addig a lányok cserkészszövetségébe továbbra is tilos volt fiúkat vagy transzneműeket felvenni.

## Forráshivatkozások
1. ↑  Schedeen, Jesse: South Park: Season 23, Episode 7: "Board Girls" Review (angol nyelven). IGN, 2019. november 14. (Hozzáférés: 2024. június 27.)